# 1835

## Събития
- 1 декември – Ханс Кристиан Андерсен издава първата си книга с приказки.
- Решителни българи от Търново подготвят Велчовата завера.
- Габровското училище било открито.

## Родени
- Манолаки Ташев, български политик
- Станка Николица-Спасо-Еленина, българска книжовничка, преводачка и поетеса
- Христо Македонски, български революционер и войвода
- август – Цани Гинчев, български писател
- 9 януари – Ивасаки Ятаро, японски финансист и индустриалец
- 18 януари – Цезар Кюи, руски композитор († 1918)
- 15 февруари – Димитриос Викелас, гръцки бизнесмен
- 25 февруари – Масайоши Мацуката, Министър-председател на Япония
- 11 март – Алексей Корзухин, руски художник, передвижник († 1894 г.)
- 15 март – Едуард Щраус, австрийски композитор
- 9 април – Леополд II, крал на белгийците
- 7 юли – Бачо Киро, български учител, революционер, книжовник, историк, читалищен деец и фолклорист
- 27 юли – Джозуе Кардучи, италиански поет
- 27 юли – Илия Цанов, български политик
- 5 август – Кристиан Вагнер, немски писател († 1918 г.)
- 10 септември – Тодор Икономов, български политик
- 17 септември – Михаил Петрович Клодт, руски художник, передвижник († 1914 г.)
- 9 октомври – Камий Сен-Санс, френски композитор
- 25 ноември – Андрю Карнеги, американски бизнесмен и филантроп († 1919)
- 29 ноември – Цъси, императрица на Китай
- 30 ноември – Марк Твен, американски писател
- 9 декември – Николай Павлович, български художник и литограф († 1894)

## Починали
- 2 март – Франц II, император на Свещената Римска империя и първи император на Австрийската империя
- 8 април – Вилхелм фон Хумболт, германски филолог, философ, лингвист и държавник
- 23 септември – Винченцо Белини, италиански композитор
- 21 ноември – Сеишу Ханаока, японски лекар
- 5 декември – Аугуст фон Платен, немски поет (р. 1796 г.)

Вижте също:
- календара за тази година